# لقمه‌ماهی مشبک
لقمه‌ماهی مشبک (نام علمی: Himantura uarnak) نام یک گونه از سرده لقمه‌ماهی‌های شلاقی است.